# Katovice
Ne doit pas être confondu avec Katowice.
Katovice (en allemand : Katowitz) est une commune du district de Strakonice, dans la région de Bohême-du-Sud, en République tchèque. Sa population s'élevait à 1 344 habitants en 2024.

## Géographie
Katovice est arrosé par l'Otava et se trouve à 6 km à l'ouest du centre de Strakonice, à 58 km au nord-ouest de České Budějovice et à 100 km au sud-ouest de Prague.
La commune est limitée par Horní Poříčí au nord-ouest, par Mnichov au nord, par Krty-Hradec au nord-est, par Strakonice à l'est, par Pracejovice au sud et par Novosedly au sud et à l'ouest.

## Histoire
La première mention écrite du village date de 1045.